# Metropolia zagrzebsko-lublańska
Eparchia zagrzebsko-lublańska – jedna z eparchii Serbskiego Kościoła Prawosławnego o randze metropolii. Funkcję katedry pełni sobór Przemienienia Pańskiego w Zagrzebiu.
Eparchia obejmuje swoją jurysdykcją parafie prawosławne w północnej Chorwacji oraz na całym terytorium Słowenii. Do 2011 w skład metropolii wchodziły również parafie etnicznie serbskie we Włoszech (należące obecnie do eparchii austriacko-szwajcarskiej).
Co najmniej w I połowie XV w. na terenie dzisiejszej eparchii (wyłączywszy Włochy) obecne były ośrodki prawosławia, które pojawiło się tam razem z osadnikami serbskimi. Od 1557 do 1595 teren ten podlegał zarządowi biskupów pożeskich, rezydujących w monasterze Orahovica. W 1585 metropolita pożeski Bazyli przeniósł się do monasteru Marča, stąd eparchia przyjęła nazwę marčańskiej. Obszar eparchii był terenem rywalizacji Kościoła prawosławnego i Kościoła rzymskokatolickiego, który prowadził działania na rzecz szerzenia wśród prawosławnych Serbów unii kościelnej i przyjęcia przez nich katolicyzmu w obrządku wschodnim. Szczególnym ośrodkiem życia duchowego prawosławnych Serbów był monaster Lepavina, zwłaszcza po odebraniu prawosławnym monasteru Marča; w tym momencie klasztor Lepavina stał się siedzibą biskupów lepavinsko-severinskich.
W 1931 Synod Serbskiego Kościoła Prawosławnego powołał do życia metropolię zagrzebską, której pierwszym zwierzchnikiem został metropolita Dosyteusz (Vasić). W maju 1941 został on uwięziony przez ustaszy i zmarł w 1945 wskutek obrażeń odniesionych w więzieniu.
Od 1947 do 1977 obszar dawnej metropolii zagrzebskiej był de facto podzielony na kilka mniejszych eparchii. W 1982 metropolia została reaktywowana, zaś w 1983 przemianowana na metropolię zagrzebsko-lublańską. Od momentu odnowienia do śmierci w 2014 zarządzał nią metropolita Jan (Pavlović).
Eparchia prowadzi dwa klasztory: monaster Lepavina oraz monaster św. Paraskiewy w Zagrzebiu.